# Одна семья — один ребёнок

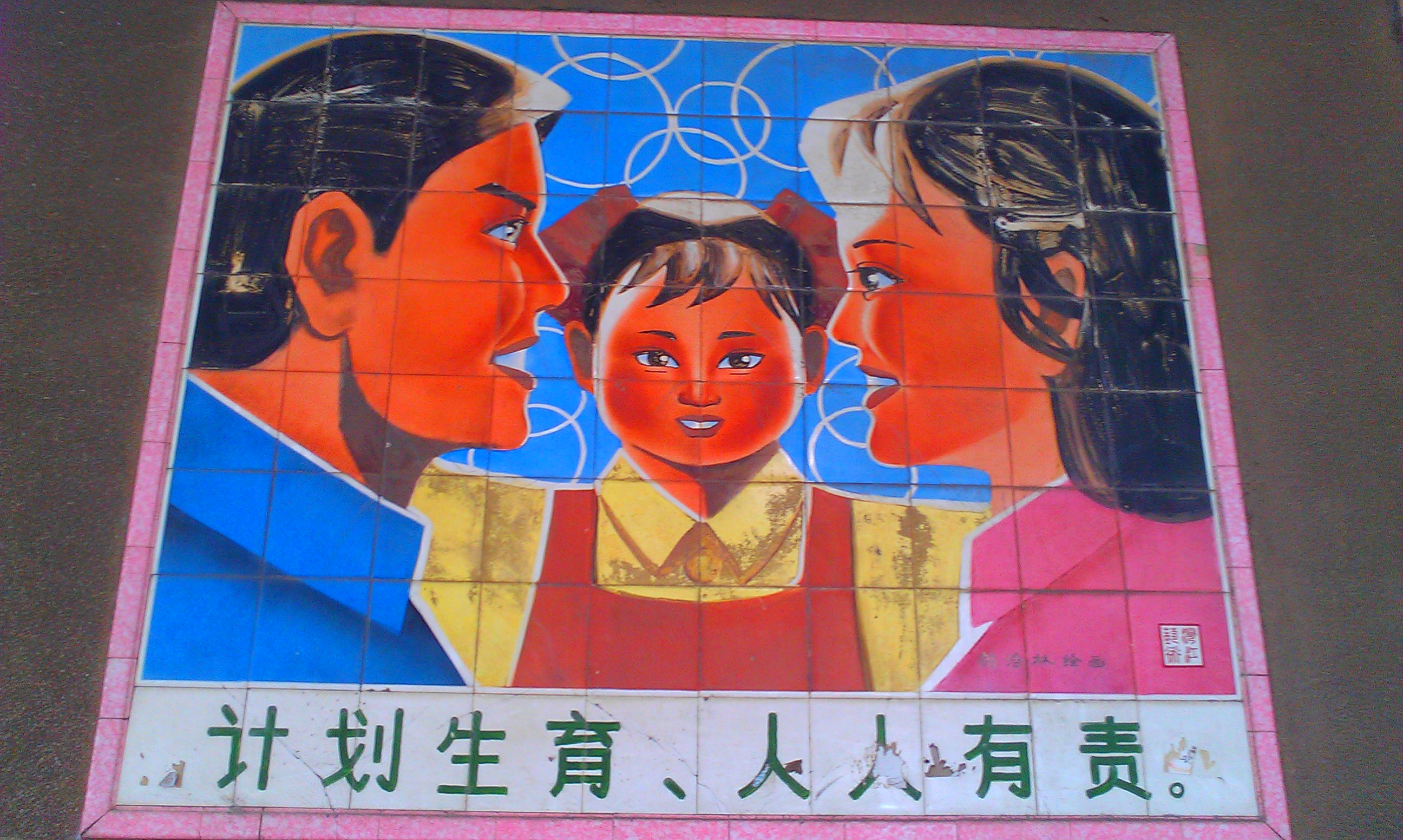
Пропагандистский плакат демографической политики КНР в области планирования семьи (Цзянмынь, Гуандун).

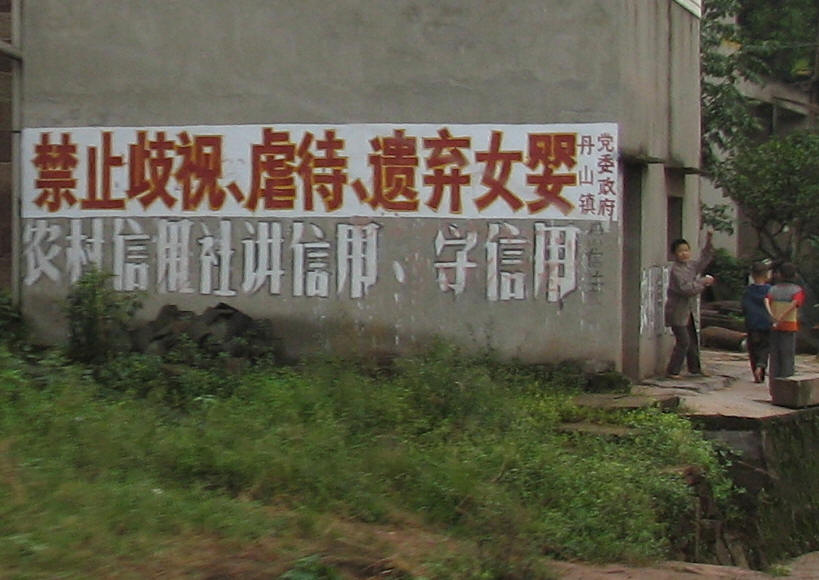
Надпись красным гласит: «Запрещается дискриминировать, истязать, бросать младенцев женского пола».

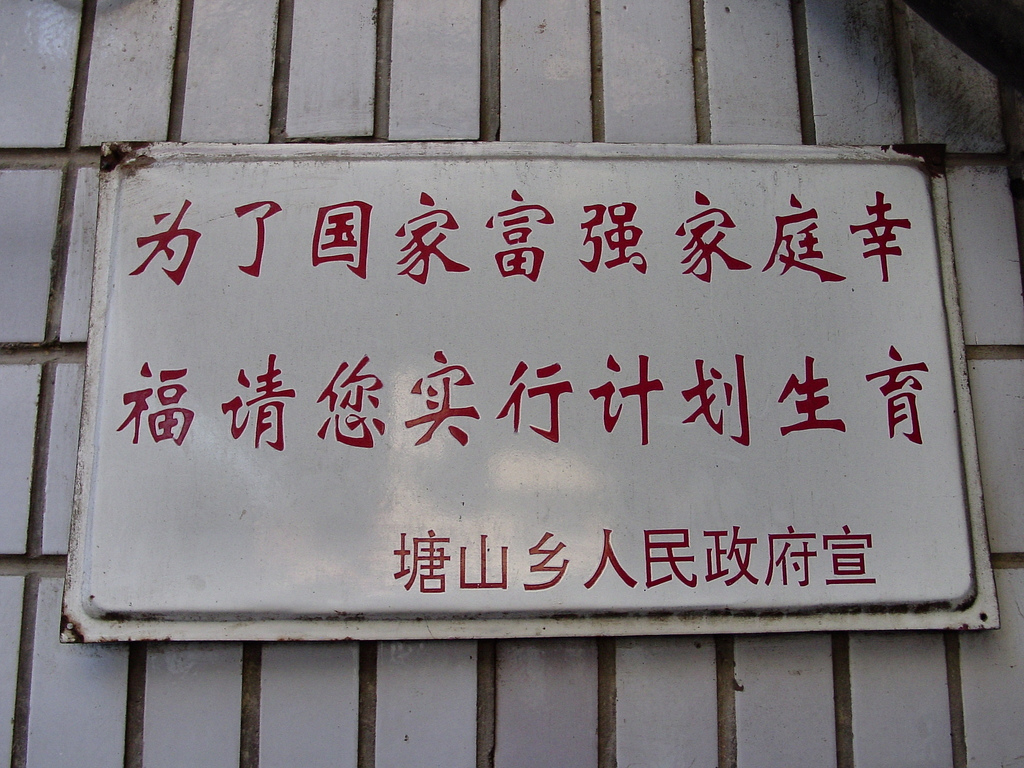
«Ради благосостояния государства, благополучия семей просим вас проводить в жизнь политику планирования рождаемости»

Политика одного ребёнка на одну семью (или «одна семья — один ребёнок») — демографическая политика Китая, проводившаяся в 1979—2015 годах. Китай законодательно ограничил размер семьи в 1970-е годы, когда на государственном уровне было признано, что огромное количество людей перегружает земельные, водные и энергетические ресурсы страны. К 2000-м годам среднее количество детей, рождённых одной женщиной в течение жизни, в Китае снизилось с 6 до 1,6.

## Описание ограничений
C 1979 года до 1 января 2016 года гражданам Китая обычно разрешалось иметь не более одного ребёнка на семью (исключая случаи многоплодной беременности) или двух на одну семью в деревне (при условии, что первый ребёнок — девочка).
По сообщениям правозащитников, к нарушителям иногда применялись принудительные аборты и стерилизация.
Штраф за рождение второго ребёнка составлял 4—8 средних годовых доходов в регионе рождения.
Политика по ограничению рождаемости зависела от провинции (например, у жителей Пекина и некоторых других провинций до снятия ограничений имелась возможность иметь двух детей, если оба родителя были единственными детьми в своей семье). Кроме того, ограничение рождаемости не так строго исполнялось в отношении национальных меньшинств: народам с численностью меньше 100 000 человек никаких ограничений по количеству детей не применялось, а остальные национальные меньшинства имели право на 2—3 детей, в зависимости от района страны.
Примером нормативного акта, регулирующего рождаемость в КНР, служит принятое в 2002 году IX съездом собрания народных представителей Синьцзян-Уйгурского автономного района «Положение о народонаселении и контроле за рождаемостью в СУАР». В статье 15 этого документа было установлено:

Супруги ханьской национальности, проживающие в городах, могут воспитывать не более одного ребёнка, супруги — представители национальных меньшинств могут воспитывать не более двух детей; занимающиеся сельским хозяйством супруги ханьской национальности могут воспитывать не более двух детей, представители национальных меньшинств могут воспитывать не более трёх детей. Если один из супругов является представителем национальных меньшинств, то к семье применяются правила контроля за рождаемостью, установленные для национальных меньшинств.

Таким образом, для семей, где хотя бы один супруг принадлежал к национальным меньшинствам, в Синьцзяне было разрешено иметь не более 2—3 детей. Кроме того, также поощрялись межнациональные браки.

## Этапы проведения государственной политики по снижению рождаемости в Китае

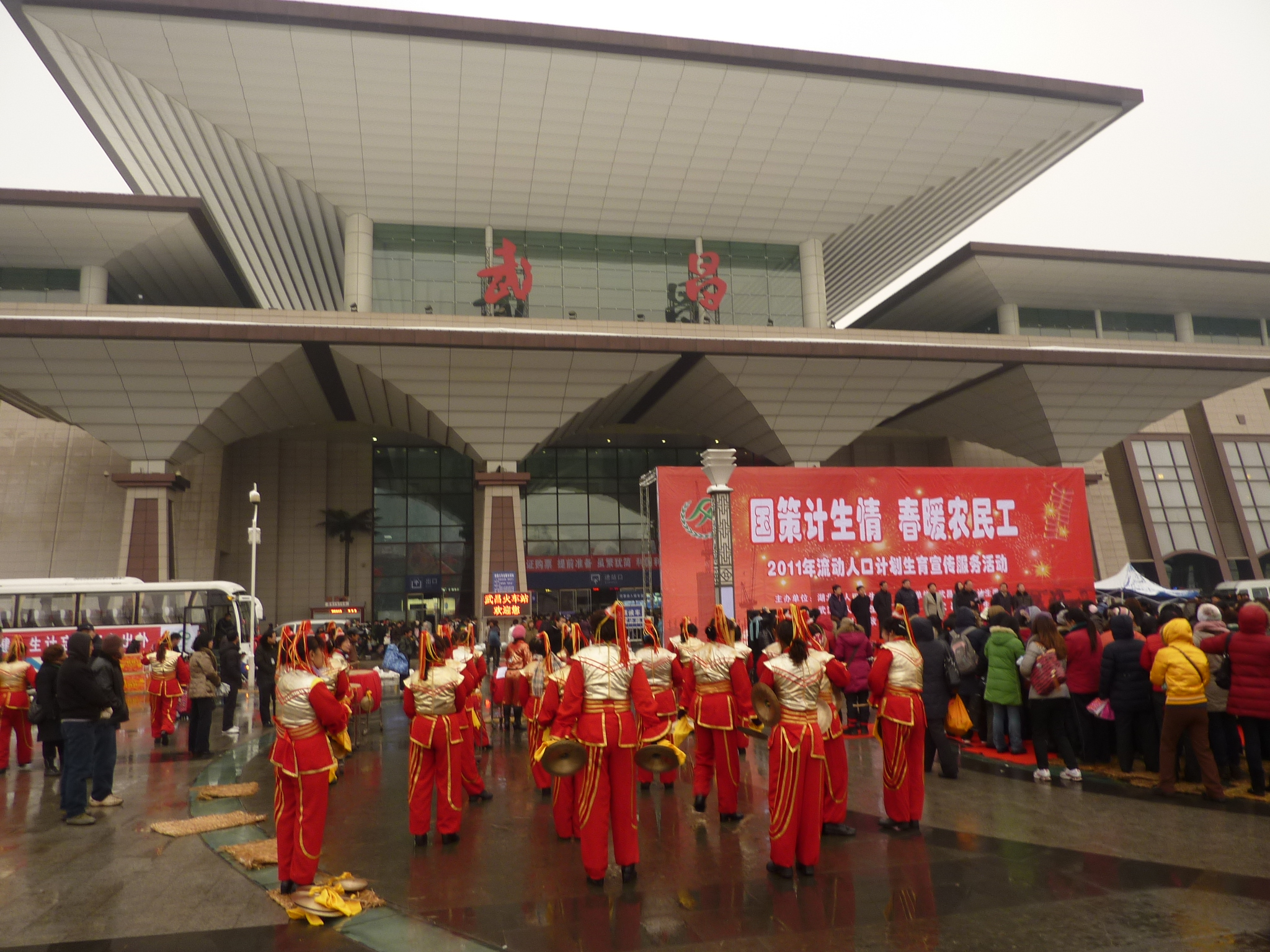
Мероприятие по пропаганде планирования семьи среди трудовых мигрантов. Проводилось морозным январским утром 2011 года на площади перед учанским вокзалом, с транспарантами, оркестром, речами и раздачей бесплатных презервативов, календарей и пр. сувенирной продукции железнодорожным пассажирам

Первые разговоры о политике ограничения рождаемости начались в 1954—1955 годах на специальных совещаниях ЦК КПК по проблемам рождаемости и народонаселения, когда было признано, что начинающийся демографический взрыв создаёт трудности для государства.
В 1956 году была начата первая кампания по планированию рождаемости. Продолжительность — около 2 лет (до политики Большого скачка). Нацеленность на трудовую мобилизацию и индустриализацию в попытке обеспечить возрастающую численность осталась безуспешной, за исключением некоторой части городских жителей побережья. В 1962 году начата вторая кампания по планированию рождаемости. Продлилась до 1966 года (до развала культурной революции). Нацеливалась на поздние браки, сокращение размеров семьи, удлинение интервалов между рождениями. Ориентировалась на городское население, где были достигнуты некоторые изменения. Эффект кампании был небольшим. В 1971 году начата третья кампания по планированию рождаемости. Продлилась до конца 1970-х годов. Провозглашение политики «поздно, редко, мало» (кит. упр. 晚稀少, пиньинь wǎn xī shǎo, палл. вань си шао). Приложено гораздо больше усилий, что сказалось на эффективности. В этот период большое распространение получили аборты и контрацептивы. За весь период проведения кампании установка сменилась с ограничения на 3 детей до разрешения иметь только одного. Были установлены разрешённые уровни на государственном и провинциальном уровнях.
В 1979 году была введена политика «Одна семья — один ребёнок». Установка на одного ребёнка сохранялась. Была введена система штрафов и поощрений. Провозглашение цели — 1,2 миллиарда человек к 2000 году. В 1982 году положение о политике контроля рождаемости было внесено в новую Конституцию КНР:

Статья 25:
Государство осуществляет планирование рождаемости с тем, чтобы привести рост населения в соответствие с планами экономического и социального развития.
Статья 49:
Брак, семья, материнство и младенчество находятся под охраной государства. Супруги — муж и жена — обязаны осуществлять планирование рождаемости. Родители обязаны содержать и воспитывать несовершеннолетних детей, совершеннолетние дети обязаны содержать и поддерживать родителей. Запрещается нарушение свободы брака и жестокое обращение со стариками, женщинами и детьми.

В середине 1980-х годов началось ослабление данной политики: в 1984 году был принят Документ № 7, в котором провозглашалась установка реалистических целей, политика «открытия маленькой дыры для залатывания большой» (разрешение иметь второго ребёнка для сельских жителей при условии достижимости конечной цели). Прежняя установка на 1,2 млрд к 2000 году была заменена на «около 1,2». Это повлияло прежде всего на локальный уровень, где стали заводить второго ребёнка. Цели стали не краткосрочными, а долгосрочными.
В 1989 году меры были вновь ужесточены.

Показатели рождаемости и смертности в КНР в 1950—2014 годах

К концу 1990-х эффективный контроль над рождаемостью стал приносить ощутимые плоды: прирост населения замедлился настолько, что рождаемость приблизилась к уровню замещения поколений в 2,1 (что и было целью кампании), а позднее упала ниже этого уровня. Се́мьи с одним ребёнком, как правило, заботились о его обучении, — в результате уровень образования в Китае существенно вырос. Население материковой части Китая по данным переписи населения на 1 ноября 2000 года составляло 1 242 612 226 жителей.
Однако проявились и неожиданные последствия — изменилась структура населения и состав типичной семьи. В Китае стало стремительно изменяться соотношение мальчиков и девочек — девочек рождалось всё меньше (вплоть до 855 на 1000). Для десятков миллионов китайских мужчин возникли сложности при создании семьи. Оказалось также, что у среднестатистического китайца нет ни только брата или сестры, но и тётей и дядей и, следственно, двоюродных отношений. Возникла проблема так называемого «я-поколения», когда единственный ребёнок, привыкнув чувствовать себя центром мироздания, относится к жизни эгоцентрично.
Негативные результаты политики одного ребёнка Китай окончательно осознал в 2013 году, когда было зафиксировано сокращение работоспособного населения. С начала 2013 по начало 2015 года сокращение населения в трудоспособном возрасте составило 3,7 млн человек. В этом же году власти начали ослаблять ограничения рождаемости, позволив парам, где хотя бы один из супругов является единственным ребёнком в своей семье, заводить второго ребёнка.

## Отмена политики «одна семья — один ребёнок» и разрешение двух детей на любую семью
В конце октября 2015 года в Китае было официально объявлено, что политика «одна семья — один ребёнок» будет отменена в будущем и количество допустимых для любых семей детей будет увеличено до 2. Соответствующие поправки в Закон о населении и планировании семьи приняты 27 декабря 2015 года и вступили в силу с 1 января 2016 года. В качестве результата этого решения ожидалось появление до 3 млн детей дополнительно каждый год. В 2014 году в Китае родилось около 17 млн детей. Нынешний показатель рождаемости составляет лишь 15 млн новорождённых, а в 2019 году в Китае зафиксирована самая низкая рождаемость за всю историю страны — менее 15 миллионов детей.

## Разрешение иметь до трёх детей
Высшее руководство Коммунистической партии Китая 31 мая 2021 года на заседании Политбюро ЦК КПК приняло решение разрешить жителям КНР иметь до трёх детей. Это произошло всего через три недели после того, как были опубликованы результаты Седьмой национальной переписи населения КНР, проведённой в 2020 году. Уровень рождаемости в КНР в 2020 году упал почти на 15 % в годовом исчислении. В 2020 году родилось 12 миллионов человек — это самый низкий показатель за последние 60 лет. В 2021 году, глава Государственного управления статистики Китая Нин Цзичжэ, сообщил, что в 2020 году в Китае родилось 12 млн детей — в полтора раза меньше, чем в 2016 году.

## Критика
Демографическая политика «одна семья — один ребёнок» имела множество льгот и лазеек для её обхода населением КНР: штрафы не распространялись на многоплодную беременность; разрешали иметь второго ребёнка, если оба родителя были единственными детьми в семье; пары в сельской местности могли рожать второго ребёнка без выплаты штрафа, если первой родилась девочка; если первенец имел умственные или физические нарушения, штрафы не распространялись на второго ребёнка. Таким образом, в 2007 году только 36 % населения КНР попадало под ограничения рождаемости, остальные могли заводить второго ребёнка благодаря различным исключениям. Китайские нацменьшинства также исключались из демографической политики «одна семья — один ребёнок». Семьям, где хотя бы один родитель был представителем нацменьшинства, разрешалось иметь двух детей. В связи с этим, всё больше ханьцев вступало в браки с представителями нацменьшинств. В 1980-90-х многие даже перестали идентифицировать себя как ханьцы.
Многие критики данной политики считают, что снижение рождаемости в КНР произошло бы независимо от политики государства, так как нет убедительных доказательств, что хоть одна в мире государственная политика по контролю рождаемости имела превалирующий эффект на семейное и детородное поведение людей. Скорее, экономические, социальные, культурные, религиозные и т. п. факторы имеют решающее значение на поведение людей в их личной сфере. Несколько главных факторов снижают рождаемость во всех странах мира и в развитых и в развивающихся: демографический переход, эпидемиологический переход, контрацептическая революция, отсутствие войн, всеобщее школьное образование (в частности для девочек), урбанизация, повышение уровня жизни и доходов населения, активное включение женщин в рынок труда и расширение их гражданских и социальных прав, повышение продолжительности жизни, увеличение среднего возраста населения и доли пожилых людей в обществе, секуляризация. Все эти ключевые факторы, вместе взятые, за вторую половину XX века и начало XXI века резко снизили рождаемость во всём мире.
Демографический переход — исторически быстрое снижение рождаемости и смертности, в результате чего воспроизводство населения сводится к простому замещению поколений, а на заключительном этапе, вследствие падения рождаемости ниже уровня воспроизводства населения (2,1 рождения на женщину), из-за старения населения, и как следствие постепенно растущей смертности, рождаемость падает ниже уровня смертности, и возникает депопуляция. Этот процесс является частью перехода от традиционного общества (для которого характерна высокая рождаемость и высокая смертность) к индустриальному, а затем и к постиндустриальному (для которых характерна низкая рождаемость и низкая смертность, но из-за процессов демографического старения населения, всё более растущая смертность). Последняя, заключительная фаза демографического перехода характерна для индустриальных и постиндустриальных обществ, как в развитых, так и в развивающихся странах, где уже завершился демографический переход. К концу XX века в последней фазе демографического перехода были в основном только развитые страны и небольшое количество развивающихся стран завершивших демографический переход, но со временем в XXI веке к последней фазе перешли и менее развитые страны, и данный переход стал приобретать черты общемирового демографического тренда, приводящего к глобальному старению населения Земли (кроме Африки южнее Сахары) и вызванного им уже в ряде стран, как развитых, так и развивающихся, демографического кризиса.

## Демографический кризис и старение населения Китая
Основная статья: Старение Китая
Китай находится в общемировом демографическом тренде глобального старения населения Земли (кроме Африки южнее Сахары) и вызванного им уже в ряде стран, как развитых так и развивающихся, демографического кризиса. Согласно данным демографического прогноза ООН 2019 года, общий коэффициент рождаемости (количество рождений на одну женщину) в Китае с 2020 по 2100 год будет в диапазоне от 1,70 до 1,77 рождения на одну женщину. В связи с этим в ряде регионов мира начинают нарастать дефляционные тенденции, вызванные старением населения, демографическим кризисом, изменением спроса и уменьшением потребительской активности. Богатые развитые страны Европы и Азии часто решают проблему демографического кризиса, увеличивая квоты на ввоз большего числа иностранной рабочей силы, чего не могут себе позволить бедные, экономически непривлекательные как для квалифицированной, так и для неквалифицированной иностранной рабочей силы, развивающиеся страны. Как пример, экономика Китая может столкнуться с широко обсуждаемой в китайских государственных СМИ проблемой: Китай может постареть быстрее, чем его население разбогатеет, а это может привести к замедлению роста уровня жизни в Китае и сближения его по зарплатам с другими — развитыми и богатыми — экономиками Азии, такими как Япония, Республика Корея, Китайская Республика, Сингапур, Гонконг, и в худшем случае к экономическому застою, подобному японскому, который наблюдается в Стране восходящего солнца уже почти три десятилетия. Но с учётом того обстоятельства, что Япония и Южная Корея являются экономически развитыми, богатыми странами с высокими зарплатами, а Китай — лишь развивающейся.

### Прогноз Вашингтонского университета
По прогнозам учёных из Вашингтонского университета, сделанным в июле 2020 года, к 2050 году в 151 стране, а к 2100 году уже в 183 из 195 стран мира, рождаемость упадёт ниже уровня воспроизводства населения (2,1 рождения на одну женщину), необходимого для поддержания численности населения на одном уровне. Ожидается, что численность населения к 2100 году сократится как минимум наполовину в 23 странах мира, и что ещё в 34 странах, включая Китай, произойдёт сокращение населения на 25—50 %. Население Китая сократится с 1,4 миллиарда человек в 2017 году до 732 миллионов в 2100 году, что сделает Китай только третьей по населению страной в мире после Индии (1,09 миллиарда человек) и Нигерии (791 миллион человек).